# Вараждинський собор
Вараждинський собор Внебовзяття Пресвятої Діви Марії (хорв. Varaždinska katedrala Uznesenja Blažene Djevice Marije) — римо-католицький собор у місті Вараждині, Хорватія. Кафедральний храм Вараждинської дієцезії, цінна історико-архітектурна пам'ятка. Освячений в ім'я Внебовзяття Діви Марії.

## Архітектура

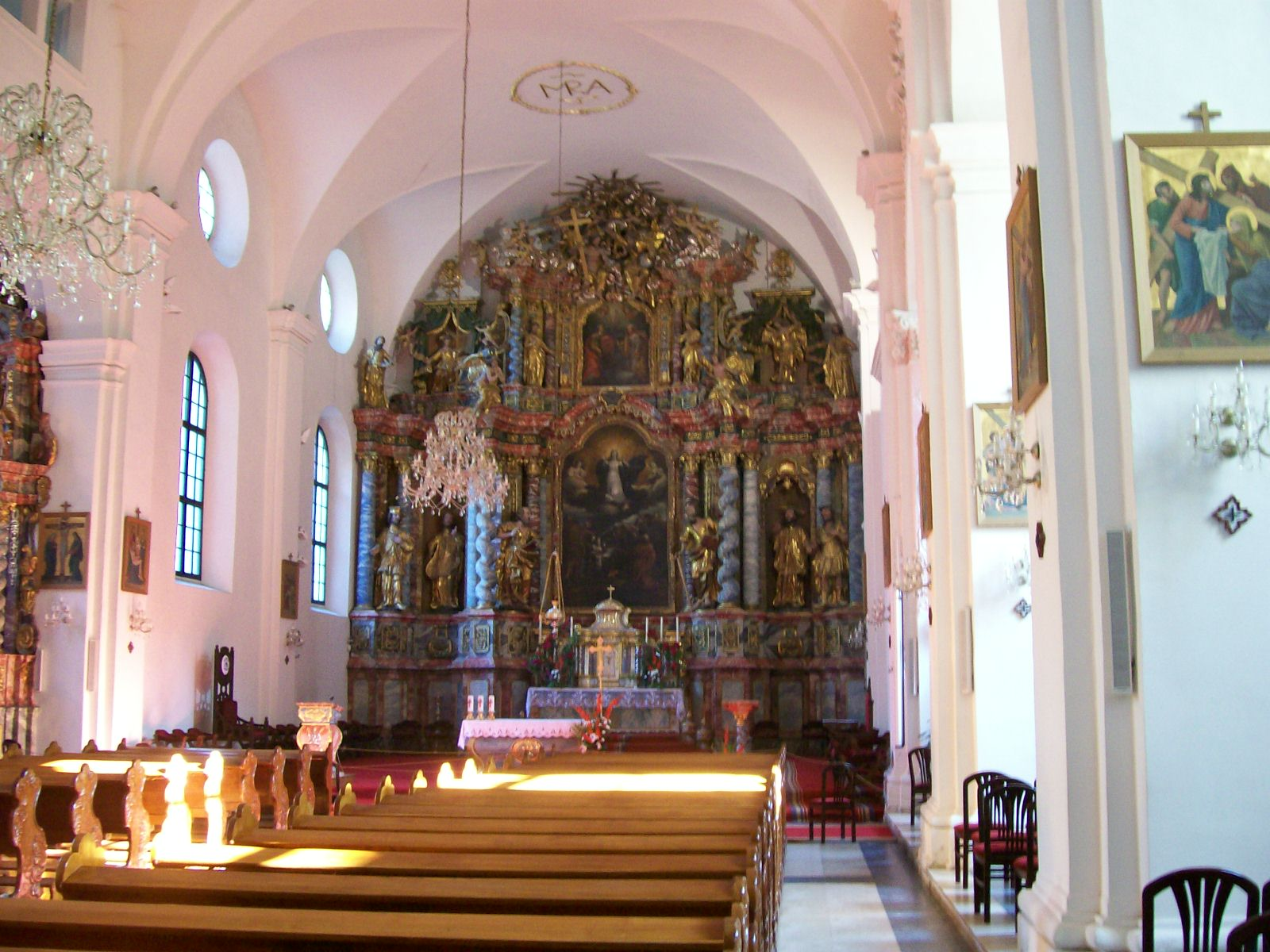
Інтер'єр собору

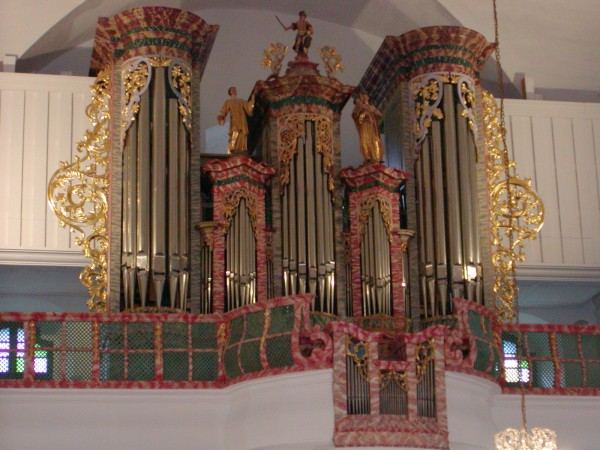
Вараждинський орган

В архітектурному плані Вараждинський собор є ранньобароковою однонавовою церквою з шістьма бічними каплицями. Зовні храм — доволі скромний, з чим контрастує багатий декор інтер'єру. Особливо вирізняється дворівневий химерно декорований головний вівтар, створений 1737 року. У центрі нижнього рівня вівтарного образу — мальовниче зображення сцени Внебовзяття Богоматері, обабіч нього — статуї святих апостолів Петра і Павла, Ігнатія Лойоли, Франциска Ксаверія, Іоанна Непомуцького та святого Доната. У центрі верхнього рівня — образ святих Іоакима та Анни і статуї євангелістів.
У всіх шести бічних капелах раніше були встановлені вівтарі, нині ж вони збереглися лише в трьох. Орга́н собору багаторазово змінювали, сучасний будувався у період 1988—1998 років. Органні концерти у Вараждинському соборі є невід'ємною складовою щорічних «Вараждинських барокових вечорів».

## Історія
Будівництво теперішньої споруди Вараждинського собору почалося 1642 року і в цілому було завершено через 4 роки. Зводили храм єзуїти. Покровителем-грошодавцем на будівництво собору виступив знаний місцевий вельможа граф Гаспар Драшкович. Храмова ризниця була завершена 1656 року, а свій сучасний вигляд собор набув 1676-го після зведення дзвіниці.
У 1679—1691 роках тривало будівництво приміщення єзуїтського колегіуму при соборі. Нині в його будівлі міститься факультет організації та інформатики Загребського університету. У той же період в єдиному архітектурному комплексі з собором було зведено будівлю громадської гімназії, нині це резиденція єпископа Вараждина.
Після розпуску ордену єзуїтів у 1773 році Вараждинський собор спершу перейшов у руки ченців-паулінів, ставши єпархіальною церквою. Після утворення окремої Вараждинської дієцезії 1997 року церква стала її кафедральним храмом.
| Церква (споруда) | Це незавершена стаття про церковну будівлю. Ви можете допомогти проєкту, виправивши або дописавши її. |